# Robert E. Lee
Treść tego artykułu od 2021-06 może nie być zgodna z zasadami neutralnego punktu widzenia.
Dokładniejsze informacje o tym, co należy poprawić, być może znajdują się w dyskusji tego artykułu.
 Po wyeliminowaniu niedoskonałości należy usunąć szablon {{Dopracować}} z tego artykułu.
Robert Edward Lee (ur. 19 stycznia 1807 w Stratford Hall Plantation, zm. 12 października 1870 w Lexington) – amerykański inżynier i wojskowy, pułkownik kawalerii Armii Stanów Zjednoczonych oraz generał Armii Stanów Skonfederowanych (CSA) w czasie trwania wojny secesyjnej, a w późniejszym okresie mianowany głównodowodzącym wojsk Konfederacji. Dopóki Wirginia nie opuściła Unii, występował przeciwko secesji. „Twórcy naszej Konstytucji nigdy nie poświęciliby tak wiele pracy, wiedzy i przewidywania przy jej tworzeniu, gdyby zamierzali pozwolić na jej złamanie przez każdego członka [Unii] w dowolnym momencie. Mówienie o secesji jest bezsensowne”.

## Życiorys

### Młodość i początki kariery wojskowej
Robert Edward Lee urodził się w Stratford Hall Plantation w hrabstwie Westmoreland w stanie Wirginia jako syn generała majora Henry’ego Lee, oficera Armii Kontynentalnej i uczestnika wojny o niepodległość Stanów Zjednoczonych oraz jego drugiej żony Anne Hill Carter (1773–1829). Ojciec Lee pełnił funkcję gubernatora Wirginii, zasiadał również w Kongresie, a za swoje zasługi w czasie wojny o niepodległość otrzymał Złoty Medal Kongresu. Robert E. Lee był krewnym prezydenta USA Zacharego Taylora
W marcu 1824 Lee otrzymał nominację do akademii wojskowej w West Point, ale ze względu na dużą liczbę przyjmowanych kadetów musiałby poczekać rok, aby rozpocząć tam studia. Akademię Lee ukończył z drugim najlepszym wynikiem w swoim roczniku w stopniu podporucznika w Korpusie Inżynieryjnym Armii Stanów Zjednoczonych. Następnie otrzymał nadzór nad budową Fortu Pułaski w Savannah, funkcję tę sprawował przez 17 miesięcy, później został przeniesiony do Fort Monroe na krańcu półwyspu Wirginia. W 1834 został przeniesiony do Waszyngtonu jako asystent gen. bryg. Charlesa Gratiota. W połowie 1835 Lee został przydzielony do pomocy Andrew Talcottowi w badaniu południowej granicy Michigan. Celem wyprawy było wydzielenie granicy między stanami Ohio i Michigan. W latach 1834–1837 Lee pracował jako asystent w biurze głównego inżyniera w Waszyngtonie. W 1837 nadzorował prace inżynieryjne dla portu w Saint Louis. Od 1842 służył w Fort Hamilton.

### Wojna amerykańsko-meksykańska
Wyróżnił się w wojnie amerykańsko-meksykańskiej. Był jednym z głównych pomocników Winfielda Scotta w marszu z Veracruz do Meksyku. Odegrał znaczącą rolę w kilku zwycięstwach wojsk amerykańskich. Za swoją służbę otrzymał awans do rangi brevet pułkownika.

### Dalsza służba wojskowa
Po zakończeniu wojny meksykańskiej Lee spędził trzy lata służąc w Fort Carroll w porcie w Baltimore. W 1852 sekretarz wojny Jefferson Davis mianował go na stanowisko superintendenta akademii w West Point. W marcu 1855 Lee został zastępcą dowódcy 2 Pułku Kawalerii w Teksasie. Służył pod płk. Albertem Sidneyem Johnstonem w Camp Cooper. Ich zadaniem było chronić osadników amerykańskich przed atakami Apaczów i Komanczów.

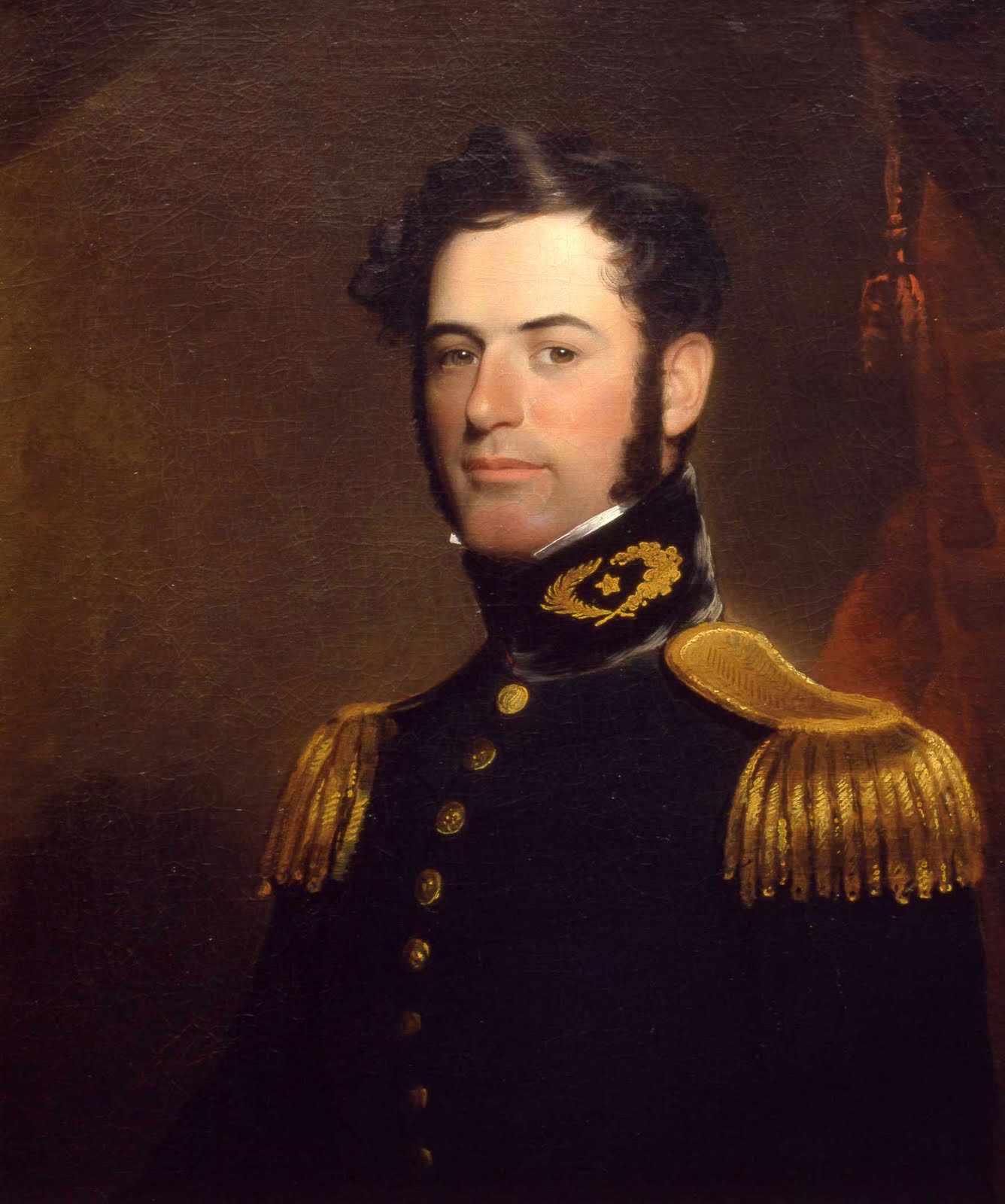
Robert E. Lee jako oficer na portrecie z 1838

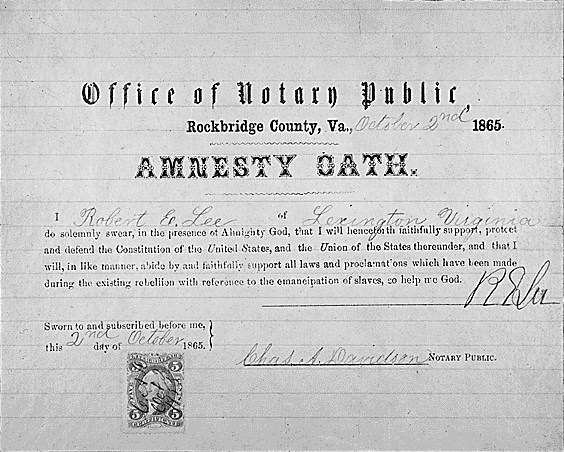
Dokument amnestyjny podpisany przez generała Lee z 1865

W październiku 1859 stłumił antyniewolnicze powstanie Johna Browna. Prezydent James Buchanan powierzył Lee dowództwo oddziałów milicji i żołnierzy piechoty morskiej, aby stłumili powstanie i aresztowali jego przywódców. Kiedy Lee przybył na miejsce, milicja otoczyła Browna i jego zakładników. Gdy Brown odmówił skapitulowania, Lee zaatakował. Brown i jego poplecznicy zostali schwytani po kilku minutach walki. W 1860 rozpoczął służbę w teksańskim Fort Mason.

### Wojna secesyjna
W lutym 1861, po ogłoszeniu secesji Teksasu od Unii, Lee został wezwany do Waszyngtonu. Został awansowany do stopnia pułkownika i otrzymał dowództwo nad wojskami liniowymi mającymi wziąć udział w walkach z siłami południa. 23 kwietnia został głównodowodzącym armii i floty Wirginii i objął pod swą komendę Armię Północnej Wirginii. Przez rok był doradcą wojskowym prezydenta CSA Jeffersona Davisa. W lutym 1865 został wodzem naczelnym wszystkich sił wojskowych Konfederacji. Dwa miesiące później był zmuszony poddać się gen. Ulyssesowi S. Grantowi w miejscowości Appomattox Court House, co stanowiło zakończenie długotrwałych zmagań Północy i Południa. Najważniejsze bitwy, w których dowodził, to bitwa siedmiodniowa, bitwa nad Antietam, II bitwa nad Bull Run, Fredericksburg, Chancellorsville, bitwa pod Gettysburgiem, Wilderness, Spotsylvania, Cold Harbour i Petersburg (oblężenie). Pod koniec wojny z powodzeniem (podobnie jak gen. J.E. Johnston) wprowadził taktykę umocnień polowych i walki w okopach, dzięki czemu przez wiele miesięcy blokował armię Granta oblegającą Petersburg. Będąc jednym z najwyższych dowódców Konfederacji, nie odsuwał od walki swych synów: W.H.F. Lee, Robina R. Lee – dowódców kawalerii.

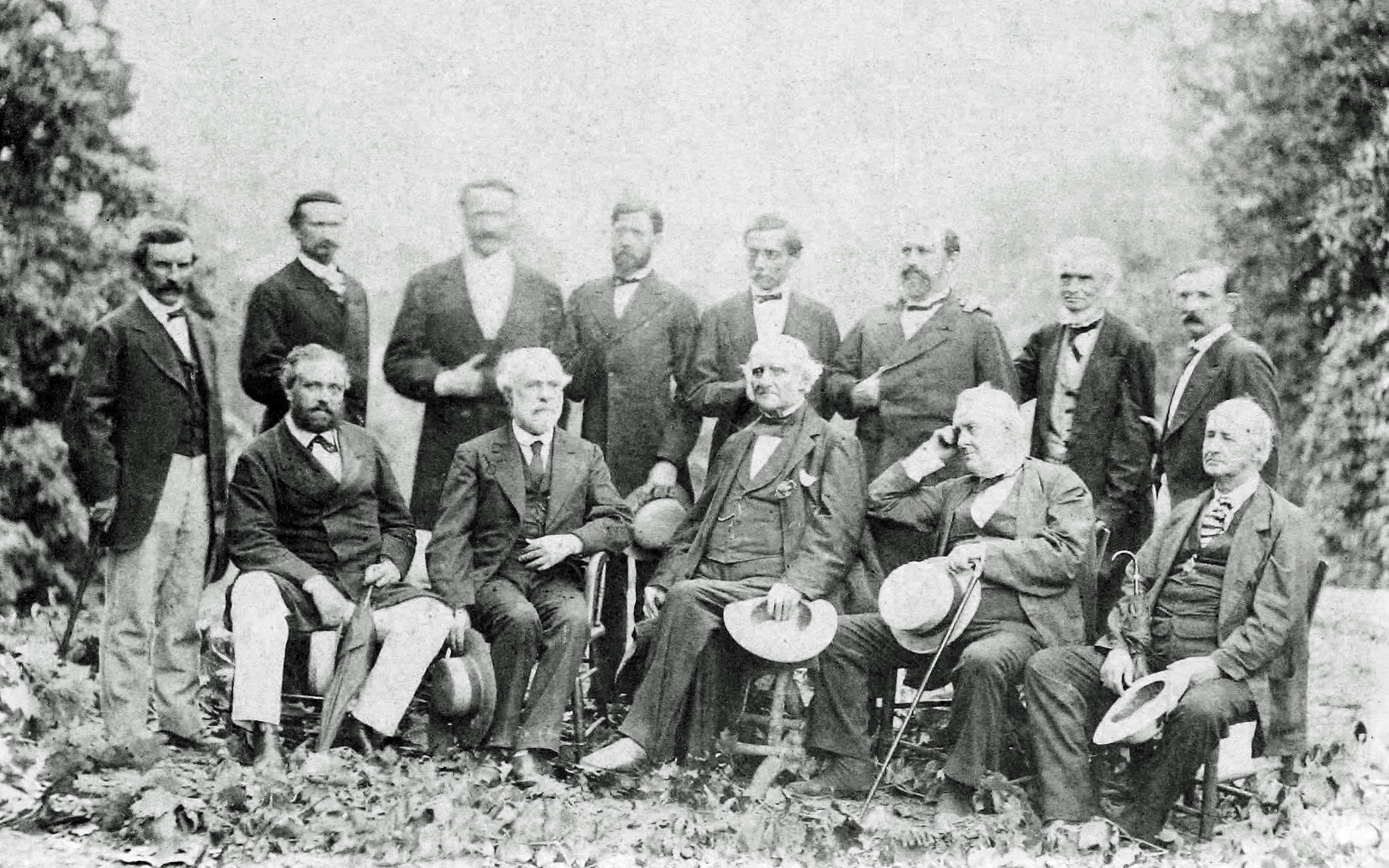
Generał Lee wśród weteranów wojsk Konfederacji w 1869

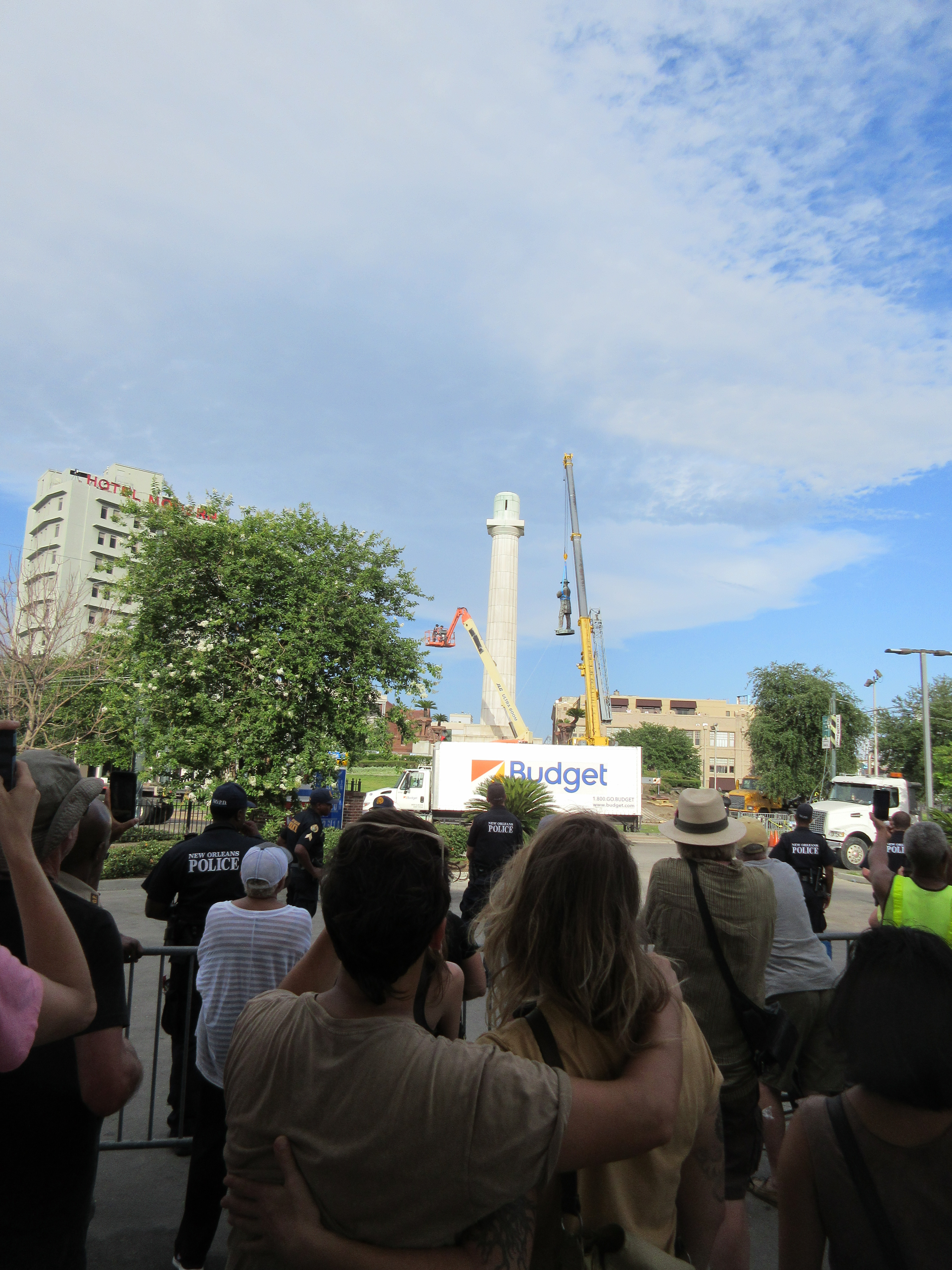
Pomnik Roberta E. Lee w Nowym Orleanie w trakcie demontażu w 2017

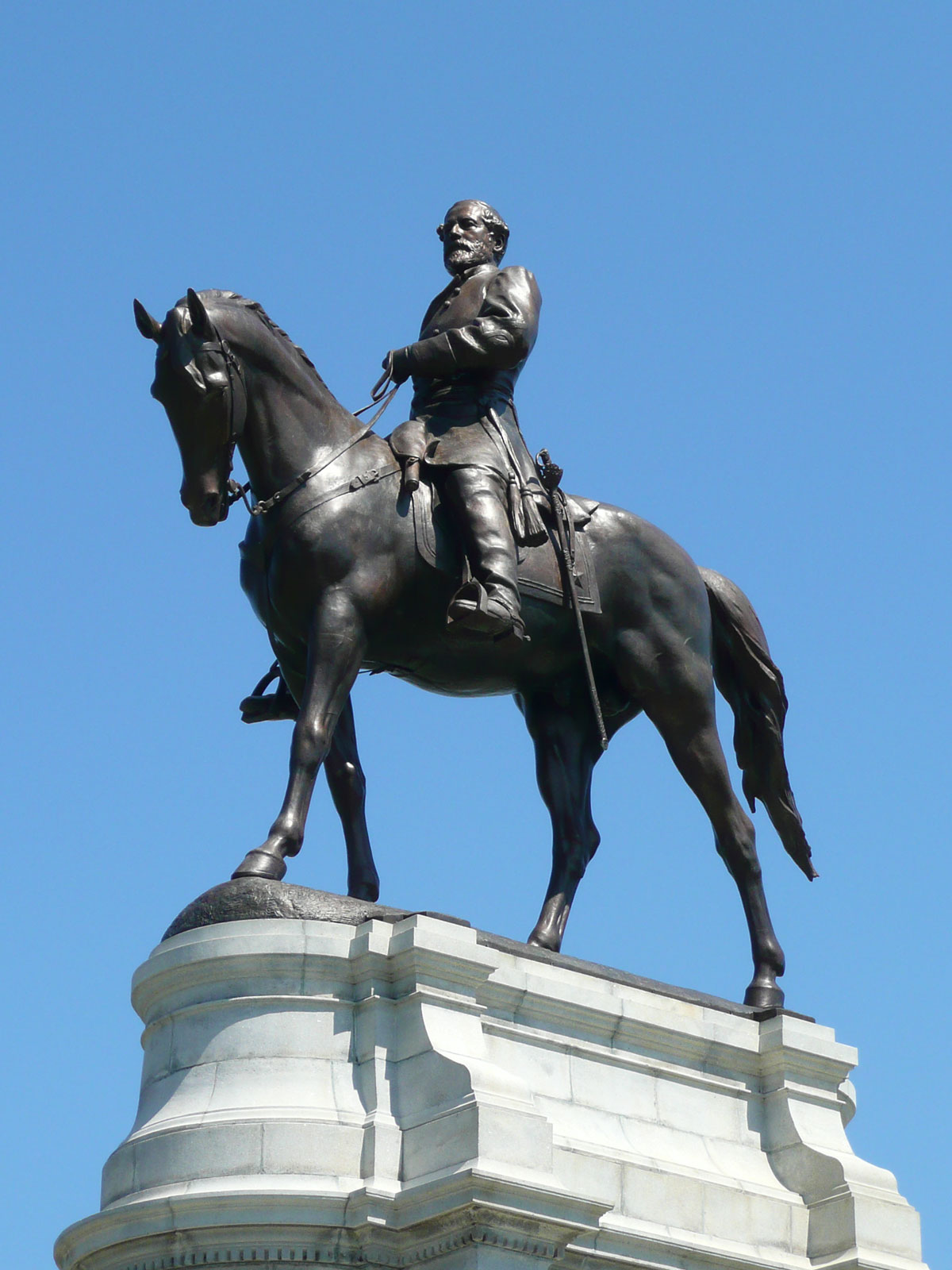
Pomnik Roberta E. Lee w Richmondzie, zdemontowany w 2020

Prowadzone przez Lee kampanie są przedmiotem badań w akademiach wojskowych jako modelowa strategia i taktyka. Miał zdolność przewidywania ruchów swoich przeciwników i wykorzystywania ich słabości. Wykorzystywał umiejętnie linie zaopatrzeniowe wewnątrz własnego terytorium, jednocześnie osłaniając je frontem zwróconym na wrogie stanowiska. Dzięki temu jego posiłki, transport mogły docierać do punktu przeznaczenia najkrótszymi drogami. Mistrzowsko posługiwał się umocnieniami polowymi, ale też i prowadził działania manewrowe. Jego taktyka polegała na związaniu sił przeciwnika małymi oddziałami ukrytymi za umocnieniami, gdy główne siły próbowały oskrzydlić przeciwnika albo atakować jego mniejsze oddziały. Tym sposobem walki wyprzedzał swoje czasy o wiele lat – strategia ta została w pełni zastosowana dopiero w XX wieku. Wiele zawdzięczał także swym utalentowanym podkomendnym: Thomasowi „Stonewallowi” Jacksonowi, Jamesowi L. Longstreetowi czy A.P. Hillowi.

### Okres powojenny
Po zakończeniu wojny domowej Lee napisał podanie z prośbą o amnestię do gen. Ulyssesa Granta i prezydenta Andrew Johnsona. 2 października 1865 podpisał przysięgę amnestii i został ułaskawiony, jednak nie przywrócono mu obywatelstwa. W tym samym roku objął posadę rektora Washington College (obecnie Uniwersytetu Waszyngtona i Lee) w Lexington. W lutym 1866 został wezwany do złożenia zeznań przed Połączonym Kongresowym Komitetem ds. Odbudowy w Waszyngtonie.
28 września 1870 doznał udaru. Zmarł dwa tygodnie później, na skutek zapalenia płuc. Jego zwłoki spoczywają w kaplicy jego imienia, na terenie uczelni, której był rektorem przed śmiercią.
W 1975 pośmiertnie Kongres Stanów Zjednoczonych przywrócił mu obywatelstwo.

## Awanse
Armia Stanów Zjednoczonych:
- podporucznik – 1 lipca 1829
- porucznik – 21 września 1836
- kapitan – 7 sierpnia 1838
- brevet major[12] – 18 kwietnia 1847
- brevet podpułkownik[13] – 20 sierpnia 1847
- brevet pułkownik[14] – 13 września 1847
- podpułkownik – 3 marca 1855
- pułkownik – 16 marca 1861

Armia Skonfederowanych Stanów Zjednoczonych:
- generał brygady – 14 maja 1861
- generał – 14 czerwca 1861
- Głównodowodzący Armii Konfederacji – 23 stycznia 1865

## Życie prywatne
Jego żoną była Mary Anna Custis Lee (1808–1873), prawnuczka Marthy Washington, żony George’a Washingtona, pierwszego prezydenta USA. Stąd najstarszy syn generała Lee nazywał się George Washington Custis Lee (1832–1913), również był generałem w armii konfederatów.